# Lucia Galeazzi Galvani

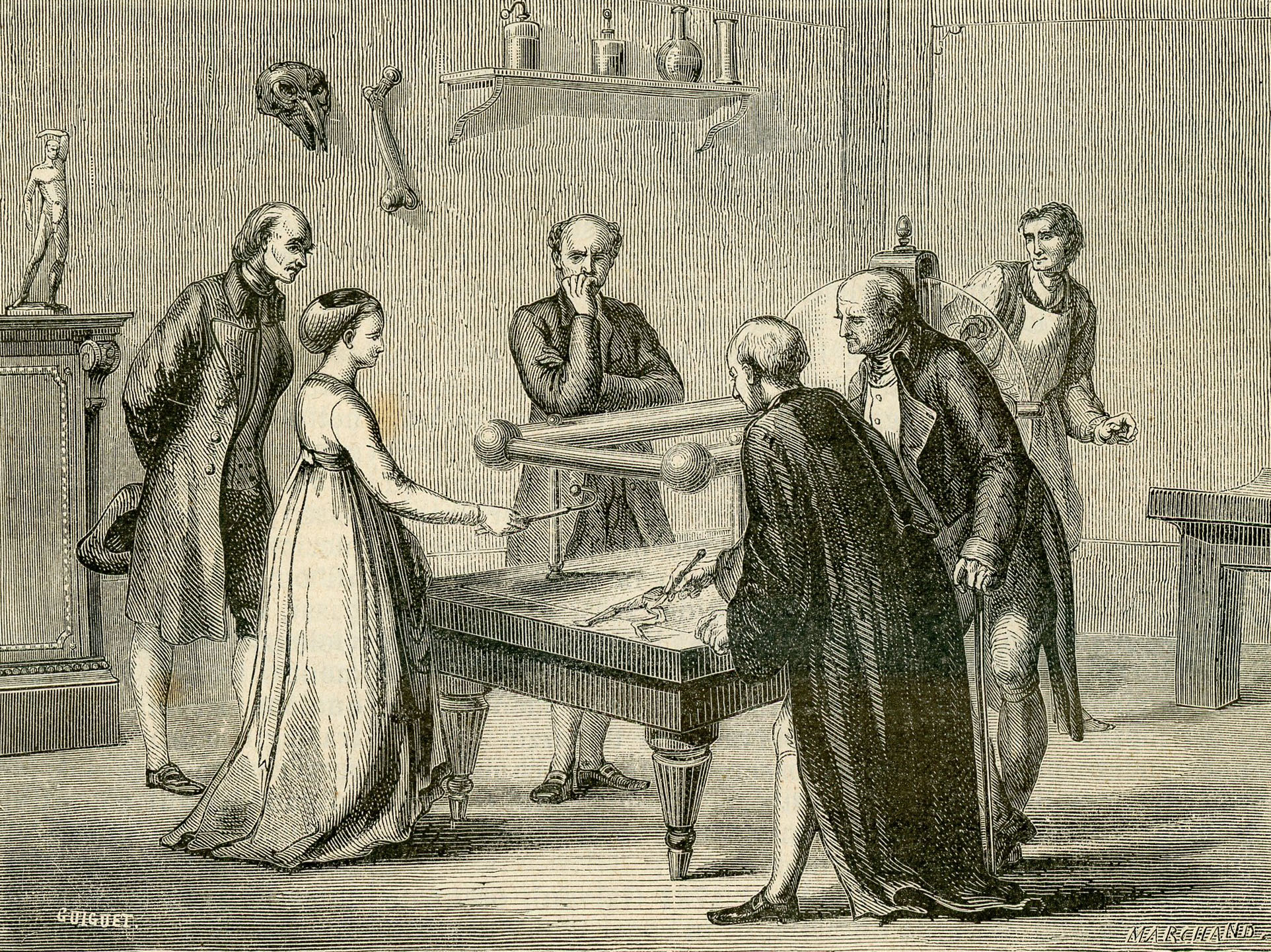
Frau Galvani auf einem Stich von 1886 nach einem Gemälde von Antonio Muzzi

Lucia Galeazzi Galvani (* 3. Juni 1743 in Bologna; † 1788) war eine italienische Frau in der Wissenschaft.

## Leben
Lucia Galeazzi Galvani war die Tochter des Anatomen Gusmano Galeazzi und Paola Mini.
1762 heiratete sie Luigi Galvani, Professor an der Universität Bologna.
1772 bezog das Paar ein eigenes Haus in Galeazzi, wo sie und ihr Ehemann ein Laboratorium zur Erforschung der tierischen Reflexe einrichteten.
Lucia Galeazzi Galvani war bei den Experimenten aktiv beteiligt; das Paar arbeitete auch mit Antonio Muzzi zusammen. Lucia Galeazzi Galvani assistierte ihrem Mann auch bei seiner Arbeit als Chirurg und Geburtshelfer. Außerdem überarbeitete sie die medizinischen Texte ihres Mannes. Sie ermutigte die unabhängigen Forschungen ihres Mannes und war bis zu ihrem Tod Ideengeberin und Beraterin für ihn.
Sie starb 1788 an Asthma.